# Sztutowo
Sztutowo (Stutthof fino al 1945) è un comune rurale polacco del distretto di Nowy Dwór Gdański, nel voivodato della Pomerania. Ricopre una superficie di 107,49 km² e nel 2004 contava 3 551 abitanti.

## Storia
Durante la seconda guerra mondiale, a Sztutowo, al tempo chiamato Stutthof, era operativo il Campo di concentramento di Stutthof.

## Geografia
Sztutowo dista a 34 chilometri ad est di Danzica.